# Filming The Trial
Pour les articles homonymes, voir Trial (homonymie).
Filming 'The Trial' est un film documentaire inachevé d'Orson Welles, dont la réalisation date de 1981. Le film se concentre sur la production de son film de 1962, Le Procès.

## Contexte
Trois ans auparavant, en 1978, Orson Welles avait réalisé Filming Othello, un documentaire consistant essentiellement en un monologue dans lequel Welles parle de son adaptation d'Othello, film sorti en 1952. Encouragé par le résultat, il voulut récidiver pour son film Le Procès, une adaptation du roman et chef-d'œuvre de Kafka, Der Process.

## Le tournage
En 1981, après une projection du Procès à l'université de Californie du Sud, Orson Welles anime une séance de questions-réponses de 90 minutes. Il avait demandé à son directeur de la photographie, Gary Graver, de filmer cette séance en vue d'obtenir des séquence pour son projet de film. Graver témoignera par la suite que « beaucoup de personnes présentes dans le public sont maintenant des cinéastes à succès ». Il remarque aussi la présence de plusieurs critiques de cinéma comme Joseph McBride et Todd McCarthy.
Cependant, Welles n'a jamais travaillé sur ce matériau brut.

## Montage du film
Après la mort d'Orson Welles survenue en 1985, tous ses films inachevés ont été légués à sa compagne Oja Kodar qui à son tour a donné la plupart d'entre eux (dont Filming 'The Trial') au Musée du cinéma de Munich pour une conservation optimale et une restauration.
Dans les années 2000, le Musée du cinéma de Munich a monté les séquences en un film d'une durée de 82 minutes. Lors de la séance de questions-réponses, Gary Graver devait changer les cartouches environ toutes les dix minutes et cela a créé des ruptures de tournage, nettement visibles au montage final.
Le film a depuis été projeté à de nombreux festivals.